# Apigétrine
L'apigétrine est un composé chimique de la famille des flavones. C'est plus précisément un hétéroside, le 7-O-glucoside d'une flavone, l'apigénine. Elle est notamment présente dans la fausse chicorée.